# Bolbocerosoma quadricornum
Bolbocerosoma quadricornum är en skalbaggsart som beskrevs av Robinson 1941. Bolbocerosoma quadricornum ingår i släktet Bolbocerosoma och familjen Bolboceratidae. Inga underarter finns listade.